# Marko Mlinarić
Marko Mlinarić (ur. 1 września 1960 w Zagrzebiu) – chorwacki piłkarz występujący na pozycji pomocnika. Reprezentant Jugosławii.

## Kariera klubowa
Mlinarić karierę rozpoczynał w sezonie 1977/1978 w Dinamie Zagrzeb, grającym w pierwszej lidze jugosłowiańskiej. Wraz z Dinamem wywalczył mistrzostwo Jugosławii (1982), wicemistrzostwo Jugosławii (1979) oraz dwa Puchary Jugosławii (1980, 1983).
Pod koniec 1987 roku Mlinarić przeszedł do francuskiego AJ Auxerre. W Division 1 zadebiutował 12 grudnia 1987 w wygranym 4:0 meczu ze Stade Brest. 30 lipca 1988 w wygranym 2:1 pojedynku z FC Metz zdobył pierwszą bramkę w Division 1. Graczem Auxerre był do końca sezonu 1988/1989.
Potem odszedł do innego pierwszoligowca, AS Cannes. W sezonie 1990/1991 zajął z nim 4. miejsce w lidze. W 1992 roku przeszedł do chorwackiej HNK Segesta. W trakcie sezonu 1994/1995 przeniósł się do Dinama Zagrzeb, noszącego już jednak nazwę Croatia Zagrzeb. W sezonie 1995/1996 Mlinarić zdobył z zespołem mistrzostwo Chorwacji oraz Puchar Chorwacji, po czym zakończył karierę.

## Kariera reprezentacyjna
W reprezentacji Jugosławii Mlinarić zadebiutował 23 kwietnia 1983 w przegranym 0:4 towarzyskim meczu z Francją. 20 stycznia 1985 w wygranym 3:1 pojedynku towarzyskiego turnieju Nehru Cup z Iranem strzelił swojego jedynego gola w kadrze. W latach 1983–1988 w drużynie narodowej rozegrał 17 spotkań.
Mlinarić wystąpił też jeden raz w reprezentacji Chorwacji, 17 października 1990 w wygranym 2:1 towarzyskim meczu ze Stanami Zjednoczonymi.